# Juriste de l'État
Le juriste de l'État est avocat ou notaire à l'emploi de l'État québécois. Ainsi, alors qu’en droit italien et espagnol, les juristes au service exclusif de l’État sont placés en marge de l’organisation professionnelle générale des juristes et n’ont donc pas l’obligation d’être membre du Barreau ou de la Chambre des notaires, en droit québécois, au contraire, l’appartenance à l’ordre professionnel est un préalable à l’embauche comme juriste au service de l’État.
Les juristes de l'État sont représentés par l'Association des juristes de l'État qui négocie leurs conditions de travail.
Le juriste de l’État participe notamment à la représentation de l'État auprès des tribunaux civils et administratifs en plus d’agir à titre de conseiller juridique et légiste auprès des ministères et organismes de l'État québécois.
Le juriste de l’État relevant du ministère de la Justice du Québec assiste le ministre de la Justice dans sa fonction de jurisconsulte en donnant son avis aux ministres titulaires des divers ministères du gouvernement du Québec sur toutes les questions de droit qui concernent ces ministères. Le juriste de l’État assiste le procureur général du Québec lorsqu’il est  est chargé, sous réserve de toutes dispositions législatives expresses au contraire, de régler et de diriger, sous la désignation de «le procureur général du Québec», la demande ou la défense dans toutes les contestations formées pour ou contre l'État. Il peut également, conformément à la loi, agir en matière pénale pour assurer le respect des lois et des règlements du Québec. Il assume ainsi les responsabilités de poursuivant à l’égard de certaines infractions pénales statutaires.
Selon certains auteurs,, l’importance de la fonction de juriste de l’État est sous-estimée. En effet, chaque année les juristes de l'État assistent les autorités administratives québécoises dans l'exercice leur pouvoir discrétionnaire à l’égard des citoyens et des entreprises du Québec :
- en adoptant des centaines de règlements, de directives ;
- en accordant des milliers de subventions ;
- en passant des milliers de contrats ;
- en rendant des milliers de décisions individualisées relatives à des prélèvements, des prestations, des services ou à des autorisations de toute nature.

Le juriste de l’État intervient dans la rédaction des textes législatifs ou administratifs, dans la coordination de l’action administrative et dans l’uniformisation des critères et des procédés applicables aux différents types de situation mettant en présence l’administration et les citoyens. 
Le juriste de l’État intervient dans le choix des instruments de l’action gouvernementale.
Le rôle du juriste de l’État comprend la représentation d’intérêts et de points de vue qui doivent être pris en considération dans l’élaboration des décisions administratives. 
Enfin, il revient au juriste de l’État de contribuer à la réforme des institutions administratives et à la conciliation de l’action gouvernementale et des principes du droit. Il doit signaler les déficiences de la fonction administrative de l'État du point de vue du droit, et formuler des propositions de réforme dans le sens du nécessaire équilibre entre l’efficacité de l’intervention étatique et le respect des droits des citoyens.
Le juriste de l'État exerce sa profession dans un contexte particulier car l'État n'est pas un client ordinaire et être à son service impose des responsabilités particulières.

## Juristes de l'État ailleurs dans le monde
- Asociación de Abogados del Estado (Espagne)[8]
- Avvocatura dello Stato (Italie) [9]